# Barrage de Krasnoïarsk
Pour les articles homonymes, voir Krasnoïarsk (homonymie).
Le barrage de Krasnoïarsk est un barrage hydroélectrique sur le fleuve Ienisseï situé dans le kraï de Krasnoïarsk en Russie. Il se trouve près de Divnogorsk, à 40 kilomètres de la grande ville de Krasnoïarsk qui lui a donné son nom.
Avec une puissance installée de 6 000 MW, il est le deuxième barrage hydroélectrique le plus puissant de Russie (derrière celui de Saïano-Chouchensk, situé en amont sur le même fleuve) et le douzième au monde. Il est inclus dans le système hydroélectrique du bassin de l'Ienisseï.

## Présentation
Le barrage a été construit de 1956 à 1972 et a nécessité 5,7 millions de mètres cubes de béton. Il s'agit d'un barrage-poids, haut de 124 mètres et long de 1 065 m. La centrale hydroélectrique du barrage a une capacité de 6 000 MW via 12 turbines de 500 MW. 85 % de l'électricité de la centrale est utilisé pour alimenter l'usine d'aluminium de Krasnoïarsk (Krasnoyarsky Aluminievyy Zavod ou KrAZ) contrôlée par l'entreprise Rusal. 
Le réservoir du barrage a une superficie de 2 130 km2 et un volume de 73,3 km3. Il mesure 388 km de long sur 15 km de large à son maximum, avec une profondeur moyenne de 36,6 m et une profondeur de 105 m à hauteur du barrage. Ce réservoir a inondé environ 120 000 hectares de terres agricoles et 13 750 bâtiments.
Le barrage de Krasnoïarsk a fortement affecté le climat local. L'énorme quantité d'eau stockée dans le réservoir de Krasnoïarsk rend le climat local plus chaud et humide. Ainsi avant sa construction, l'Ienisseï était libre de glaces autour de 196 jours par an, alors qu'aujourd’hui, il est libre de glace toute l'année jusqu'à 300  à   400 km en aval. 
Le plan incliné de Krasnoïarsk est un ascenseur à bateaux incliné qui permet de passer le barrage pour le transport fluvial, il est l'un des symboles du barrage.